# Kris Leaerts
Kris Leaerts (Leuven, 9 januari 1968) is een Belgisch politicus namens Team Burgemeester.
In de Vlaams-Brabantse gemeente Kampenhout is Leaerts sinds 2000 OCMW-raadslid. Na de verkiezingen van 2006 werd hij lid van het college van burgemeester en schepenen, waar hij eerste schepen werd en schepen bevoegd voor openbare werken, ruimtelijke ordening en patrimonium.
Na de gemeenteraadsverkiezingen van 2012 sloot zijn partij een bestuursakkoord met de N-VA, en werd hij zelf voorgedragen als kandidaat-burgemeester. Sinds 1 januari 2013 is hij de burgemeester van Kampenhout.
Leaerts is ingenieur bouwkunde van opleiding, werkzaam als preventieadviseur, veiligheidscoördinator en verantwoordelijke speciale projecten bij de intercommunale Haviland.
Kris Leaerts is gehuwd en vader van drie kinderen.